# Museu do Antigo Oriente

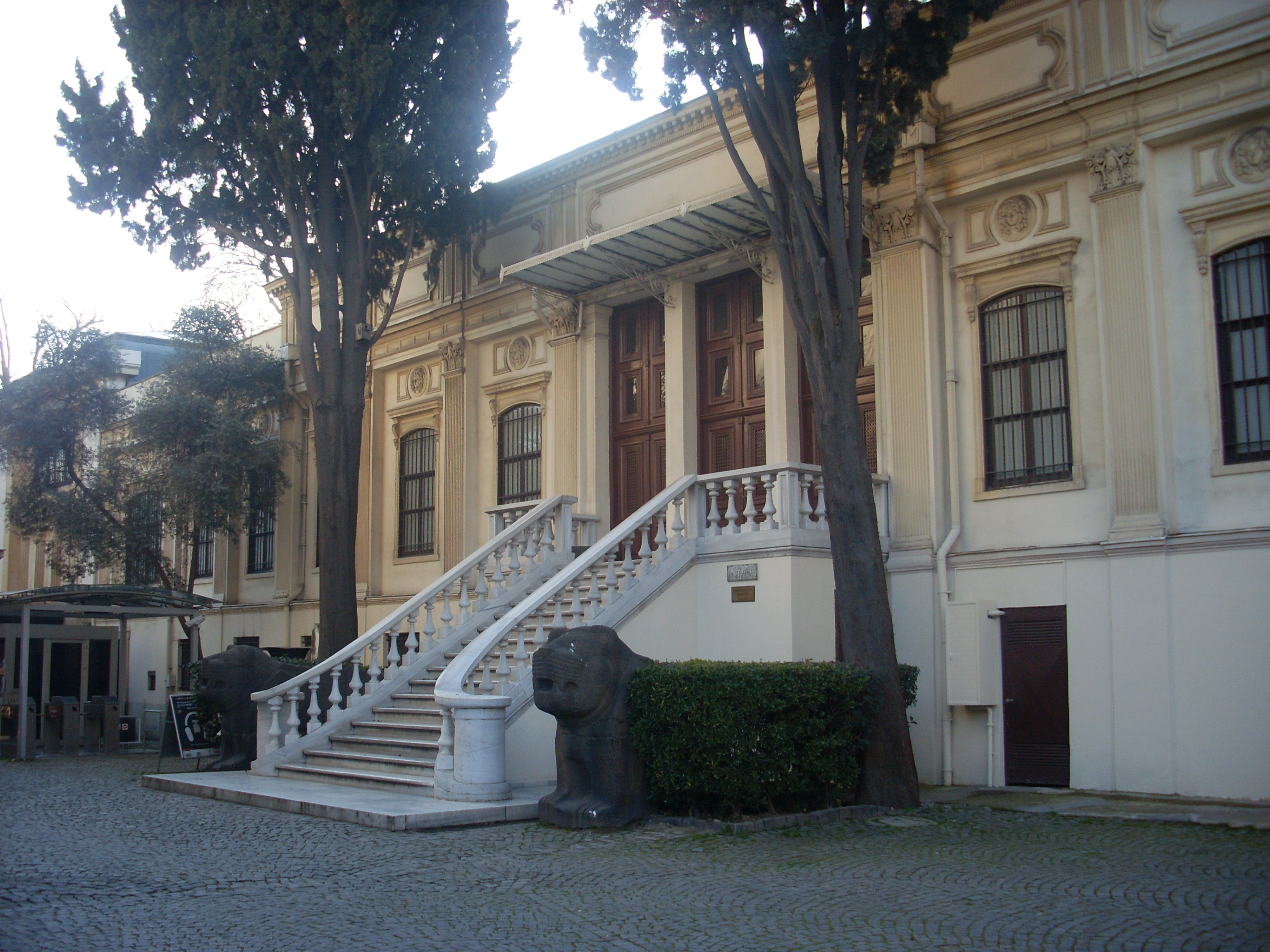
Museu do Antigo Oriente

O Museu do Antigo Oriente (em turco: Eski Şark Eserleri Müzesi) é um museu em Istambul e faz parte do grupo de Museus Arqueológicos de Istambul, localizado em frente ao edifício principal do Museu de Arqueologia. O prédio do museu fica no antigo Colégio de Belas Artes (Sanâyi-i Nefîse Mektebi), encomendado por Osman Hamdi Bey em 1883. O próprio museu foi fundado em 1935.